# Sétima cúpula do BRICS
A sétima cúpula do BRICS ou sétima cimeira do BRICS foi a cúpula anual dos principais países e governos dos membros do BRICS realizada em 2015 na cidade russa de Ufa, capital do Bascortostão.
A Rússia realizou pela segunda vez uma cúpula do BRICS. A última vez que fez uma cúpula do BRICS (chamada, até então, de BRIC), foi a primeira cúpula do BRIC em 16 de junho de 2009 na cidade de Ecaterimburgo.